# آپلین (ویرجینیای غربی)
آپلین (به انگلیسی: Aplin) یک منطقهٔ مسکونی در ایالات متحده آمریکا است که در شهرستان جکسون، ویرجینیای غربی واقع شده است. آپلین ۲۹۲٫۰ متر بالاتر از سطح دریا واقع شده است.